# ألبيرت بوتشه
ألبيرت بوتشه (1911) لاعب كرة قدم سويسري راحل كان يجيد اللعب في خط الهجوم.
لعب طوال مسيرته الرياضية في نادي نوردستيرن بازل.
مثل منتخب سويسرا في 5 مباريات مسجلا هدفين (1931). شارك مع منتخب سويسرا في بطولة كأس العالم 1934 في إيطاليا حيث خرج من الدور الربع النهائي.

## وصلات خارجية
- ألبيرت بوتشه على موقع الاتحاد الدولي (مؤرشف)  (الإنجليزية)
- ألبيرت بوتشه على موقع قاعدة بيانات كرة القدم.إي يو (الإنجليزية)
- ألبيرت بوتشه على موقع ناشيونال فوتبول تيمز (الإنجليزية)
- ألبيرت بوتشه على موقع Soccerway.com (الإنجليزية)
- ألبيرت بوتشه على موقع عالم كرة القدم.نت (الإنجليزية)
- سيرة ذاتية